# Bryum pseudoblandum
Bryum pseudoblandum är en bladmossart som beskrevs av T. Koponen och J.C. Norris 1984. Bryum pseudoblandum ingår i släktet bryummossor, och familjen Bryaceae. Inga underarter finns listade i Catalogue of Life.